# Jacques de Croÿ
Jacques de Croÿ (vers 1436 – 15 août 1516), fils de Jean de Croÿ, comte de Chimay, et de Marie de Lalaing, dame de Quiévrain, est un prélat français, évêque de Cambrai de 1503 à sa mort. 
En 1482, il brigue l'évêché de Liège finalement attribué à Jean de Hornes. 
À la mort de l'évêque de Cambrai Henri de Bergues le 7 octobre 1502, le chapitre se partage entre Jacques de Croÿ et François de Melun. Le pape Alexandre VI confirme l'élection de Jacques de Croÿ. Après des débats qui ne durent pas moins de deux ans, Jacques prend enfin possession du siège par procuration. Il entre dans la ville seulement en  1507. En 1505, à la mort de Jean de Hornes, soutenu par Philippe le Beau, il postule à nouveau à l'évêché de Liège mais Érard de La Marck est élu à l'unanimité avec l'appui du pape Jules II et du roi Louis XII de France.
Le 10 décembre 1508 se conclut à Cambrai la ligue de Louis XII et de l'empereur Maximilien contre les Vénitiens (traité de Cambrai). En 1510, Cambrai est érigée en duché par Maximilien. Jacques de Croÿ obtient le titre de duc.
Il meurt le 15 août 1516 en son château de Dilbeek, en Brabant. Son corps est ramené à Cambrai et inhumé, selon son souhait, en l’église Saint-Géry. 

## Sources
- Yvette van den Bemden, Les Vitraux de la première moitié du XVIe siècle conservés en Belgique, Namur, Presses universitaires de Namur, 2000, 409 p. (ISBN 978-2-87037-290-6, lire en ligne)
- Pierre-Charles Robert, Numismatique de Cambrai, Rollin et Feuardent, 186 (lire en ligne)